# 圣乔治迪布瓦 (曼恩-卢瓦尔省)
圣乔治迪布瓦（法語：Saint-Georges-du-Bois，法語發音：[sɛ̃ ʒɔʁʒ dy bwa] ⓘ）是法国曼恩-卢瓦尔省的一个旧市镇，属于昂热区。2016年1月1日，圣乔治迪布瓦和相邻的另外2个市镇合并为新市镇莱布瓦当茹。

## 地理
圣乔治迪布瓦（47°29'52"N, 0°13'31"W）面积9.42 平方千米，位于法国卢瓦尔河地区大区曼恩-卢瓦尔省，该省份为法国西部内陆省份，大致对应安茹地区，北起顺时针与马耶讷省、萨尔特省、安德尔-卢瓦尔省、维埃纳省、德塞夫勒省、旺代省、大西洋卢瓦尔省和伊勒-维莱讷省接壤。
与圣乔治迪布瓦接壤的市镇（或旧市镇、城区）包括：安茹地区博热、莱布瓦当茹、马泽-米隆、热村、马泽、塞迈斯。

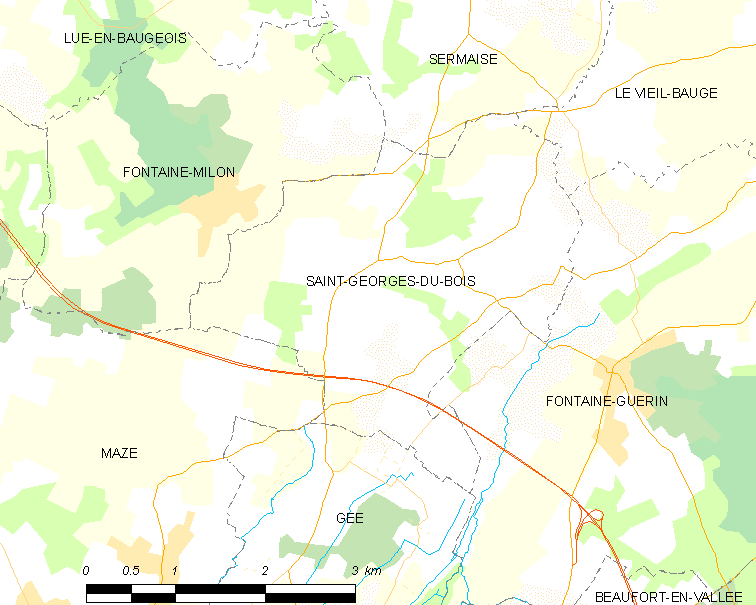
的OSM定位图

圣乔治迪布瓦的时区为UTC+01:00、UTC+02:00（夏令时）。

## 行政
圣乔治迪布瓦的邮政编码为49250，INSEE市镇编码为49280。

## 政治
圣乔治迪布瓦所属的省级选区为安茹地区博福尔县。

## 人口

1962-2008年间人口变化图示

圣乔治迪布瓦于2018年1月1日时的人口数量为466人。